# Listopadne i mješovite šume umjerenih predjela
Listopadne i mješovite šume umjerenih predjela vlažan su biom s umjerenom klimom. 
Struktura ovih šuma se obično sastoji od četiri dijela, tj. kata. Najviši kat su krošnje i sastoji se od odraslog visokog drveća koje može biti visoko između 33 i 66 m. Ispod krošnji nalaze se ostala tri kata, koja su otprilike 9 do 15 metara niža od kata krošnji; tu opstaju vrste biljaka koje su otporne na manju količinu svjetlosti. Gornji kat nalazi se ispod kata krošnji i čine ga manje odraslo drveće ili mlado drveće koje čeka priliku da izraste uz više svjetlosti, nakon što se sruši neko veće drvo. Ispod ovog kata je kat grmlja, koji se sastoji od drvenastih biljaka koje ne rastu puno uvis. Najniži (i biološki najraznolikiji) kat je kat zeljastih biljaka.

## Drveće
Karakteristično i dominantno listopadno drveće ovog bioma su: hrastovi (vrste roda Quercus), bukve (vrste roda Fagus), javori (vrste roda Acer) i breze (vrste roda Betula). Izraz "mješovite šume" odnosi se na šume u kojima ima i listopadnog i zimzelenog drveća. Tipično zimzeleno drveće su: borovi (vrste roda Pinus), jele (vrste roda Abies) i smreke (vrste roda Picea). Na nekim područjima s ovim biomom zimzeleno drveće može biti važnije od listopadnog.

## Klima
Listopadne i mješovite šume umjerenih predjela postoje u predjelima s hladnom i toplom sezonom, zbog kojih je prosječna godišnja temperatura ugodna (3 do 15,6 °C). Ove šume postoje u relativno toplim i kišovitim klimama, ponekada i sa suhom sezonom pored već navedenih. Suha sezona pojavljuje se zimi u istočnoj Aziji i u ljeto u Sredozemlju. Druga područja imaju česte kiše; godišnja količina kiše je obično preko 600 milimetara, a često i preko 1500 milimetara. Temperatura je obično umjerena, osim u nekim dijelovima Azije poput Primorskog kraja gdje ove šume opstaju unatoč surovim uvjetima i vrlo hladnim zimama.